# HD 208703
HD 208703，又名BD-06 5878，SAO 145778、HR 8376，是一颗恒星，视星等为6.33，位于銀經52.76，銀緯-43.46，其B1900.0坐标为赤經21h 52m 58.8s，赤緯-5° -43.46′ 56″。